# Deutsche Predigten im Zweiten Weltkrieg
Deutschsprachige, während des Zweiten Weltkrieges gehaltene Predigten gab es überwiegend innerhalb des Großdeutschen Reiches, wo die Prediger Anteil am kleinen Freiraum hatten, der den Kirchen im Rahmen ihrer Gottesdienste seitens der nationalsozialistischen Regierung gewährt wurde. Viele damalige Predigten enthielten zwar keine ausdrücklichen politischen Bezüge, aber sehr wohl entweder Aussagen, mit denen sie einzelne Anliegen des Nationalsozialismus unterstützten, oder aber Aussagen, mit denen sie nationalsozialistische Anliegen kritisierten. Während des Zweiten Weltkrieges (1939–1945) war auch in den Kirchen eine patriotische Grundhaltung und damit die Hoffnung auf einen deutschen Sieg verbreitet. Eine solche, die deutsche Kriegsführung unterstützende Haltung war in vielen Predigten erkennbar.

## Zur Quellenlage
Predigten sind mündliche Vorgänge, aber des Historikers Informationen über Predigten der Vergangenheit beruhen auf schriftlichen Texten. Bei vom Prediger angefertigten Predigtmanuskripten liegt eine Unsicherheit darin, inwieweit er sich beim Predigen an den genauen Wortlaut des Manuskriptes gehalten hat. Bei einer Predigtnachschrift hängt die Übereinstimmung mit dem tatsächlichen Predigtwortlaut davon ab, dass der Stenograph alles Gesagte erfasste und daran nichts veränderte.
Von den – im Vorhinein oder nachträglich – angefertigten schriftlichen Predigttexten blieb nur ein kleiner Teil erhalten. Überdies sind aus der Kriegszeit weniger Predigten erhalten als aus der Zeit davor. Eine Untersuchung über apokalyptische Predigten aus der Zeit des Nationalsozialismus (so der Untertitel) bietet aus der Zeit von 1933 bis zum Kriegsbeginn etwa fünfmal so viel Material wie aus der Kriegszeit, obwohl beide Zeitabschnitte fast gleich lang sind und obwohl Kriegszeiten ein besonders günstiger Nährboden für apokalyptische Vorstellungen sind. Jedenfalls konzentrieren sich kirchenhistorische Darstellungen der NS-Zeit auf die Zeit vor Kriegsbeginn, vor allem auf den Kirchenkampf.
Die mündliche Monologform hatten nicht nur Predigten, sondern auch Vorträge über Themen des christlichen Glaubens, die Prediger während der Woche im Rahmen kirchlicher Veranstaltungen hielten. Solche Vorträge konnten Predigten ähnlich sein. Von dem mündlich der kirchlichen Zuhörerschaft Mitgeteilten grundsätzlich zu unterscheiden sind schriftliche Mitteilungen, etwa kirchliche Verlautbarungen in Kirchenzeitungen. Bischöfliche Hirtenworte ergingen in schriftlicher Form; soweit sie von den Predigern der betreffenden Region im Gottesdienst vorzulesen waren, hatten sie eine predigtähnliche Funktion.
Predigttexte mit Kritik am Nationalsozialismus konnten den Prediger bis Kriegsende belasten, danach war es genau umgekehrt – nun konnten Zustimmung zum Nationalsozialismus beinhaltende Predigttexte für den Prediger nachteilig werden. Von daher ist auch mit absichtlicher Beseitigung einst vorhandener Predigttexte zu rechnen.
Wenn Predigthörer eine negative Haltung gegenüber dem Prediger oder der Kirche insgesamt hatten, kam es vor, dass sie mehr an NS-Kritik heraushörten, als tatsächlich gesagt wurde, und dass ihr Heraushören ihre sinngemäße Wiedergabe einzelner Predigtaussagen beeinflusste.
Gut zugänglich sind nachträglich gedruckte Predigten, aber der Druck von Predigten der Kriegszeit erfolgte zumeist erst nach Kriegsende. Manchmal ist unklar, inwieweit diese Predigten für den Druck überarbeitet, gewissermaßen „aktualisiert“ wurden. Ein Beispiel einer sorgfältigen Edition ist die Ausgabe der Predigten des evangelischen Bekenntnispfarrers Gerhard Ebeling (1995); darin werden Überlieferung und Wiedergabetreue sowie Zuhörerkreis erläutert.
Weniger klar ist die Sachlage bei Predigten des Ethikers Helmut Thielicke. Er hielt in den letzten Kriegsjahren in Stuttgart eine Serie vielbesuchter Donnerstag-Vorträge; diese wurden nach Kriegsende als eine Art „Laien-Dogmatik“ herausgegeben – stilistisch überarbeitet, aber ohne sachliche Änderungen, wie Thielicke im Vorwort angibt. Gemäß diesem gedruckten Buch sprach Thielicke in jenen Predigten z. B. vom Töten durch Vergasen oder durch Euthanasie-Spritzen, und er erwähnte im Zusammenhang mit der Euthanasie die „leergewordenen Irrenhäuser“. Falls Thielicke das wörtlich so ausgedrückt haben sollte, waren das starke Provokationen. In anderen auf die NS-Zeit zurückgehenden Texten Thielickes lässt sich jedoch kaum Politisches erkennen, so dass es unsicher bleibt, ob Thielicke tatsächlich damals solche NS-Kritik öffentlich vorbrachte.

## Politische Einschränkungen beim Predigen
Die während des Zweiten Weltkrieges gehaltenen Predigten waren in ihren Aussagemöglichkeiten in politischer Hinsicht stark eingeschränkt. Diese Einschränkungen beruhten auf mehreren gesetzlichen Vorschriften und ihrer diktatorischen Handhabung.
Der sogenannte Kanzelparagraph wurde 1871 ins Strafgesetzbuch eingefügt. Damals sollten die kirchlichen Prediger zur politischen Zurückhaltung verpflichtet werden. Dieses Anliegen wurde auch von den Nationalsozialisten geteilt. Zu dieser Forderung einer grundsätzlichen Zurückhaltung kam 1934 als weiteres Druckmittel das sogenannte Heimtückegesetz, das sich weitgefasst interpretieren ließ und dann jede Kritik an der nationalsozialistischen Regierung verbot. Kurz vor Kriegsbeginn wurde die sogenannte Wehrkraftzersetzung durch Veröffentlichung im Reichsgesetzblatt am 26. August 1939 mit Todesstrafe bedroht. Zu diesem Straftatbestand gehörten auch pessimistische Äußerungen – man sprach damals oft von Defätismus – über den Kriegsverlauf.
Manche Predigthörer betätigten sich als Denunzianten. Die Bedrohung für die Prediger wurde noch durch eine manchmal weitgefasste Auslegung der gesetzlichen Bestimmungen sowie durch harte Strafen verstärkt.

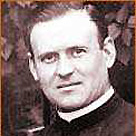
P. Richard Henkes SAC

Mit Hilfe solcher gesetzlichen Bestimmungen wurden Kritiker früher oder später verhaftet und zum Schweigen gebracht, oft bereits vor Kriegsbeginn: Der evangelische Pfarrer Martin Niemöller wurde 1937 verhaftet, ebenso der Jesuit Rupert Mayer – „der verstummte Prophet“, wie ihn eine Biographie nennt. Insgesamt wurden in Deutschland (ohne Österreich) etwa 300 Priester aufgrund eines mit dem Gottesdienst verbundenen Verhaltens (z. B. wegen ihrer Predigten) eingesperrt, wobei die Freiheitsstrafen bei den meisten länger als eine Woche dauerten, teilweise erstreckten sie sich über Monate oder Jahre. Der schlesische Pater Richard Henkes SAC wurde mehrmals wegen seiner kritischen Predigten von der Gestapo vorgeladen und ins KZ Dachau eingeliefert, wo er 1945 an Typhus starb.
Der baptistische Prediger Arnold Köster (1896–1960) kritisierte den Nationalsozialismus in seinen Predigten öffentlich und gehört damit zum christlich geprägten Widerstand gegen den Nationalsozialismus. Er blieb trotz Gestapo-Verhören von einer Verhaftung verschont. Über die Gründe, weshalb Köster trotz seiner NS-Kritik bewahrt blieb, können letztlich nur Mutmaßungen angestellt werden: Vielleicht lag es daran, wie sich Köster gegenüber der Gestapo präsentierte: Vermutlich geradlinig – das wird manchmal eher respektiert als eine Verstellung. Vielleicht lag es an der geringen Bedeutung der Baptisten: In Österreich war der weltanschauliche Hauptgegner der Nationalsozialisten die katholische Kirche – vielleicht wurden alternative christliche Gruppen, die ja eine Art Konkurrenz zur katholischen Kirche darstellten, grundsätzlich weniger streng behandelt.
Zu Kriegsbeginn untersagte Adolf Hitler jede Aktion gegen die beiden Großkirchen, um das Verhältnis zwischen Staat und Partei einerseits und den Kirchen andererseits nicht zu verschlechtern. Im Hinblick auf die angestrebte Unterstützung der Bevölkerung bei den Kriegsanstrengungen sollte es also während des Krieges eine Art „Burgfrieden“ geben.

## Einfluss des Krieges auf die Predigten
Bei der historischen Beschäftigung mit Predigten im Dritten Reich steht die in diesen Predigten ausgedrückte Haltung gegenüber dem Nationalsozialismus im Vordergrund. Widerstand oder offene Kritik wurden jedoch nur von sehr wenigen Predigern ausgesprochen. Während der Kriegsjahre war es auch für politisch zurückhaltende Prediger naheliegend, auf das Kriegsgeschehen Bezug zu nehmen, da dieses insbesondere in den späteren Kriegsjahren das Leben vieler Zuhörer persönlich betraf.
Diese Haltung kann in einer Reihe von Themenfeldern sichtbar werden, z. B. im Umgang mit dem Thema „Kriegsleid“.

### Legitimation deutscher Kriegsanstrengungen
Die Einschätzung des Krieges als Verteidigungskrieg der Deutschen beinhaltet auch eine Rechtfertigung der deutschen Kriegsanstrengungen. So predigte der Salzburger Erzbischof Andreas Rohracher:

„Wenn es unseren Soldaten nicht gelingen würde, den Bolschewismus abzuhalten, wenn das Heer nicht siegen würde gegen den gottlosen Kommunismus, es wäre furchtbar für unser liebes deutsches Volk und unser Vaterland.“ (16. Oktober 1943)“

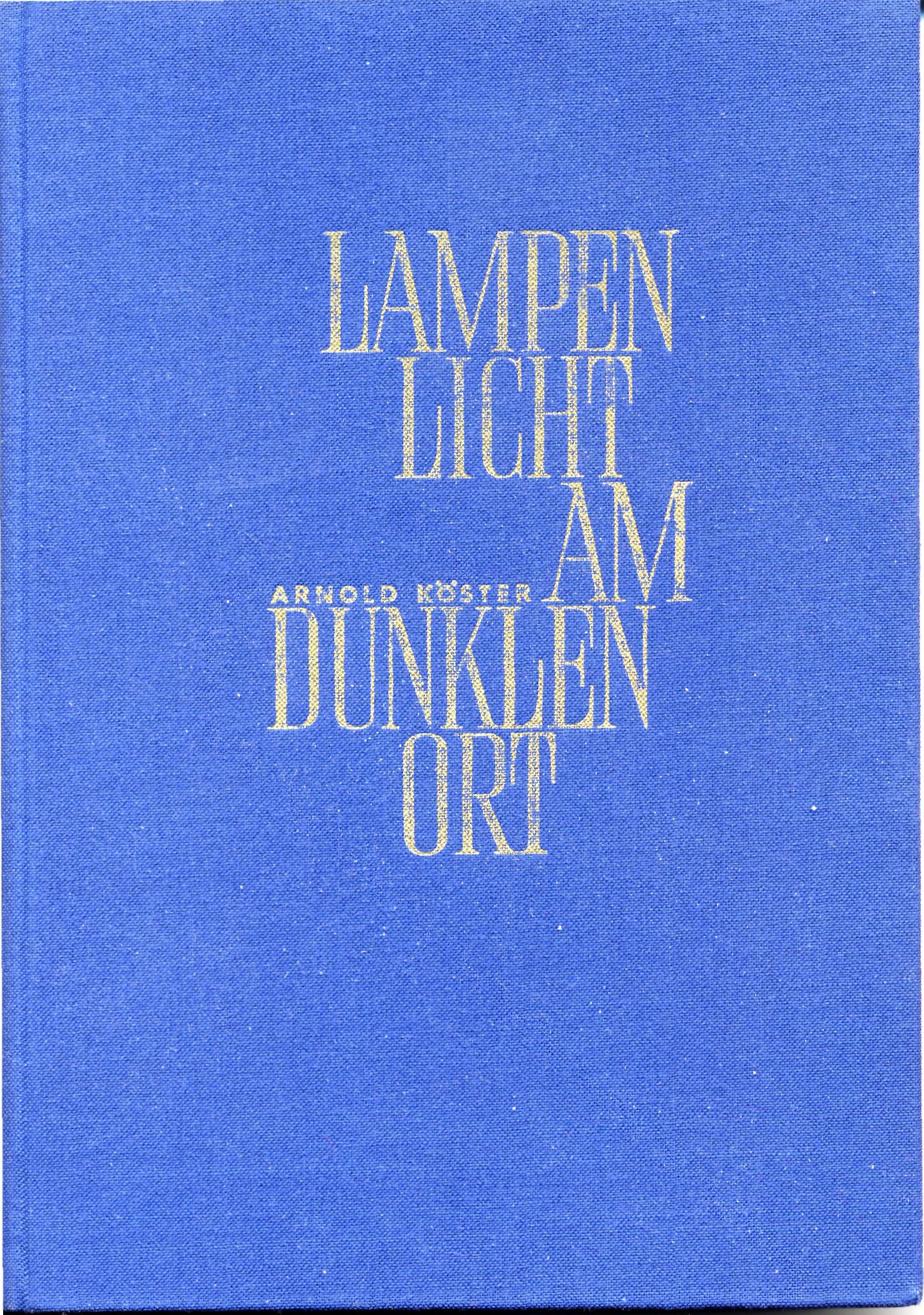
Lampenlicht am dunklen Ort, eine Ausgabe mehrerer Predigten Arnold Kösters

Auch regierungskritische Prediger wagten kaum öffentlich zu sagen, dass Deutschland Angriffskriege führe. Der Baptistenprediger Arnold Köster bestritt die deutsche Unschuldsbehauptung zumindest indirekt: „Es gibt kein Volk, das auftreten und sagen kann: ‚Wir führen unseren Krieg um unserer Gerechtigkeit willen.‘“ (2. Januar 1944) Darüber hinaus spielte Köster auf bestimmte Tendenzen der – nicht ausdrücklich genannten – Hitler-Diktatur an. Am 19. Mai 1940 hinterfragte er das Großmachtstreben: Generationen junger Menschen werden mit dem Versprechen, dadurch der Welt schließlich Frieden zu bringen, in Kriegen geopfert. In einer späteren Predigt sprach Köster dieses Großmachtstreben konkret England, Amerika und Deutschland zu.
Die Protokolle der Treffen der Wiener Evangelischen Allianz enthalten auch die Wiedergabe der dort gehaltenen Referate. Darin zeigen sich, von Kösters Referaten abgesehen, kaum klare Bezugnahmen auf den Nationalsozialismus, weder positiv noch negativ. In seiner Geschichte der Evangelischen Allianz in Österreich urteilt Frank Hinkelmann in Bezug auf die Haltung der Allianz zum Nationalsozialismus: „Eine eindeutig kritische Position ist uns nur von Köster bekannt.“
Um die auf das politische Zeitgeschehen bezugnehmenden Äußerungen in Predigten hinsichtlich der darin enthaltenen NS-Kritik einordnen zu können, erläuterte Graf-Stuhlhofer fünf Gegensatzpaare, durch die sich jeweils ein Spektrum möglicher Äußerungen ergibt, unter anderem das Gegensatzpaar „Siegeshoffnung – Militärischer Sieg als Nebensache“. Die Hoffnung auf den Endsieg finde sich bei Köster nie, wohl aber z. B. beim Salzburger Erzbischof Andreas Rohracher. Dieser hoffte 1943 darauf, dass es „unseren Soldaten“ gelingen werde, „den Bolschewismus abzuhalten“. Diese patriotische Parteinahme beruhte also auch auf der Furcht vor einem Sieg der atheistischen Sowjetunion.
Ein anderes Gegensatzpaar betraf die „Legitimation deutschen Kriegsführens“ (im Gegensatz zu einem „Offenlassen der Kriegsschuldfrage“). Köster rechtfertigte das deutsche Kriegführen nicht, gab also nicht den – von Köster nie so genannten – „Feinden“ die Schuld, aber auch nicht umgekehrt. Wer der Angreifer und wer der Verteidiger war, blieb bei ihm also offen. Andere Prediger rechtfertigten die deutschen Kriegsanstrengungen insofern, als sie darin einen Verteidigungskrieg sahen, so der burgenländische evangelische Pfarrer und Senior Karl Fiedler. Für ihn war das Weihnachtsfest 1944 „noch ernster und trauriger“ als die bisherigen Kriegsweihnachten, weil

„der Feind den Grenzen unseres Vaterlandes ganz nahe gerückt ist und im Osten und Westen sie zum Teil bereits überschritten hat. Unser Volk und Vaterland steht in dem schwersten und erbittertsten Kampf um seine Freiheit und Selbständigkeit.“

Nach Gustav Reingrabners Einschätzung enthalten die Predigten Fiedlers „beachtliche und mutige Aussagen“, und Fiedler habe „in Opposition“ zum NS-Regime gestanden. Zur Einschätzung seiner NS-Kritik ist Köster natürlich vorzugsweise mit solchen als kritisch eingeschätzten Predigern zu vergleichen.

### Krieg als Gottes Wirken
Wo alles Geschehen eng mit Gottes Wirken in Verbindung gebracht wird, kann auch ein erfolgreicher Feldzug als Gottes Handeln gedeutet werden.
Während des Frankreich-Feldzuges predigte der lutherische Dogmatiker Paul Althaus:

„Wir bewundern in tiefstem Danke den Führer und die Soldaten. Aber wir erschauern ehrfürchtig, da wir den gewaltigen Schritt des Herrn der Geschichte spüren. Immer ist er am Werke. Aber heute sehen wir seine Hand, die oft so verborgene und stille, mächtig ausgereckt über unserem Vaterlande, über Europa; … Hält Gott nicht Gericht? Nimmt er nicht Rache, auch wenn wir und unser Führer das gar nicht gewollt haben?“ (16. Juni 1940)“

Arnold Köster differenzierte hier: „Der Krieg ist Gottes Zulassung, aber nicht Gottes Werk! Das Werk der Zerstörung ist immer Satans Werk.“ (25. Februar 1943) Und wo Köster die mahnende Hand Gottes hinter dem Geschehen zu sehen meinte, bezog er diese Mahnung auch auf die eigene Nation:

„Es ist die Hand Gottes, die schwer auf uns lastet in unseren Tagen. Ich wünschte, daß alle verantwortlichen Männer aller Völker, auch die des deutschen Volkes, dahinkämen, daß sie Gott erkennen!“ (31. Januar 1943)“

Jedenfalls sahen es viele Prediger als ihre Aufgabe an, Gottes Wirken in ihrer Gegenwart zu „lokalisieren“.

### Kritik am Kriegsgeschehen

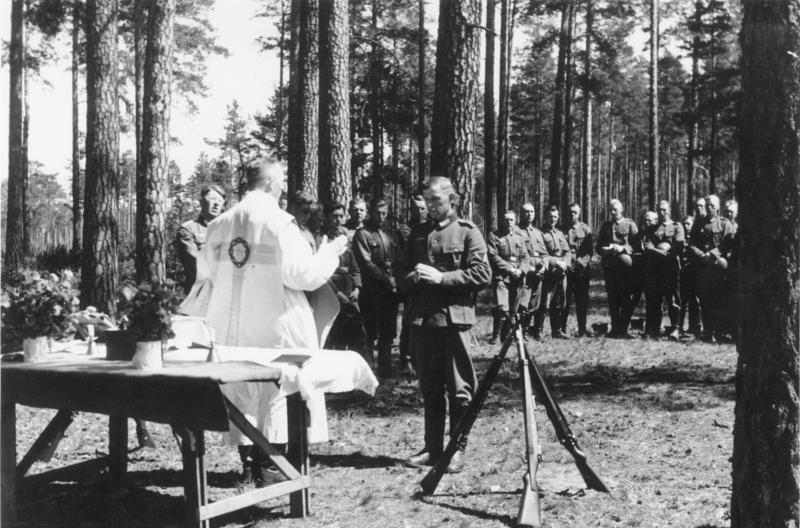
Feldgottesdienst (Montag, 2. Juni 1941)

Abgesehen von der Frage, wem die Schuld am Ausbruch des Krieges zuzuschreiben ist, kann eine kritische Betrachtung auch den Krieg an sich sowie einzelne Vorgänge im Krieg betreffen.
In der Bekennenden Kirche Deutschlands gab es das Kriegsgeschehen problematisierende Predigten. Heinrich Schlier bezeichnete generell jeden Krieg als Sünde (am 1. August 1940). Karl Steinbauer sah bei der Erfüllung der von ihm bejahten „Soldatenpflicht“ eine spezielle Spannung: „Ich habe auch immer so gut gezielt, wie ich konnte, aber im Brechen des Schusses bat ich Gott: ‚Vergib uns unsere Schuld, wie wir vergeben unseren Schuldigern‘.“ (23. Dezember 1943).
Viele Aktionen im Krieg wurden damit gerechtfertigt, dass sie eine Vergeltungsmaßnahme seien. Arnold Köster trat einer solchen Haltung entgegen: „In der Welt gilt es: Für eine Bombe zehn Bomben Wiedervergeltung. Das ist die Regel der Welt. Die Regel der Gemeinde Jesu Christi ist das Verzeihen!“ (14. Februar 1943)
Wenn Kritik am Kriegsgeschehen lediglich die Gegenseite – also die „Kriegsfeinde“ – ins Auge fasste und nicht auch die Aktivitäten der eigenen Partei, unterstützte sie oft die Kriegsführung der eigenen Seite. So kritisierte der Religionsphilosoph Friedrich Heiler vor Ende des Krieges die alliierten Bombenangriffe, weil sie Zivilisten („Frauen, Kinder, Kranke, Schwestern des Roten Kreuzes“) sowie „christliche Kirchen“ treffen und weil dieses „Zerstörungswerk … von Nationen ausgeführt wird, die mit besonderem Nachdruck ihre Christlichkeit betonen.“

### Aufzeigen des Kriegsleids
Die Aussagekraft von Hinweisen auf das Kriegsleid hängt vom jeweiligen Zeitpunkt der Predigt ab: Innerhalb der ersten beiden Kriegsjahre, also etwa bis Herbst 1941, gab es unter den deutschen Soldaten nur vereinzelte Todesfälle. Zu diesen sich in den letzten Jahren dramatisch erhöhenden Zahlen von Gefallenen kam noch die anglo-amerikanische Bombardierung der deutschen und österreichischen Städte. Nur ein Teil der Prediger nahm auch das Kriegsleid etwa des polnischen Volkes wahr.
Die meisten Prediger thematisierten den leidvollen Aspekt des Krieges erst dann, als auch die eigene Heimat und Angehörige des eigenen Volkes davon betroffen waren. In einer Ansprache am 14. Juni 1944 erwähnte Andreas Rohracher „das Leid ungezählter Mütter, nicht nur bei uns, sondern bei allen Völkern in der ganzen Welt“. Rohracher schränkte hier also bewusst nicht auf Deutschland ein.

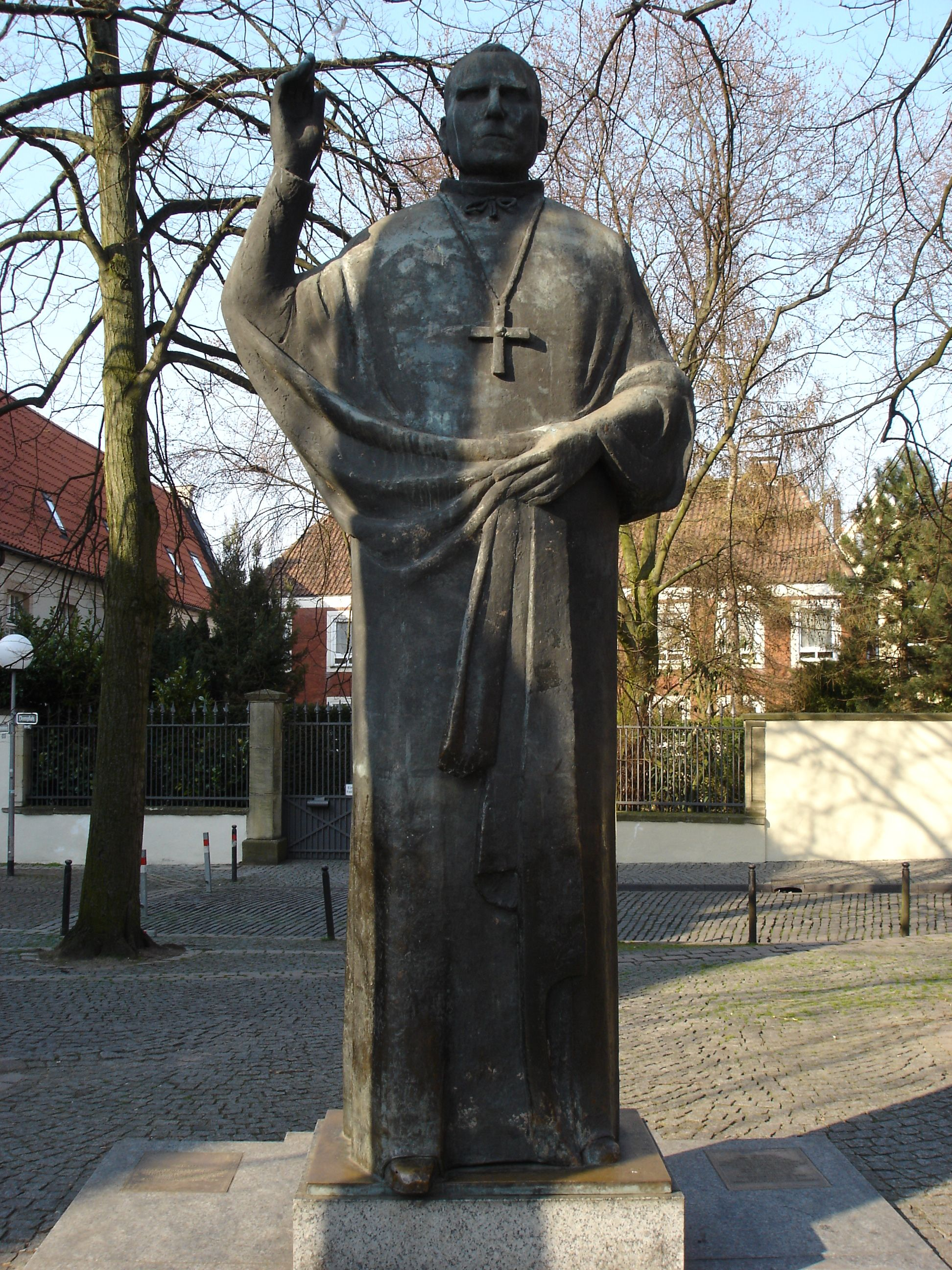
Statue von Bischof Graf von Galen in Münster, mit zum Segen erhobener rechter Hand.

### Glorifizierung des Soldatentums
Um gefallene Soldaten wurde getrauert, aber durch glorifizierende Bezeichnungen wie „Heldentod“ trat die Trauer in den Hintergrund, was Hitlers Kriegseinsatz begünstigte. In seinem Hirtenwort umgab Bischof Galen das Sterben von Soldaten mit christlichen Werten:

„Nach der Lehre des hl. Thomas von Aquin steht der Soldatentod in treuer Pflichterfüllung an Wert und Würde ganz nahe dem Martertod für den Glauben. … Darum wird den christlichen Soldaten, die im Gehorsam gegen Gott aus Liebe zum Vaterland ihr Leben hingeben, ewige Herrlichkeit und Lohn zuteil werden, ganz ähnlich wie den hl. Märtyrern.“

### Ungünstige Einschätzung der Kriegslage
In den späteren Kriegsjahren wurde es schwer, mit einem für das Deutsche Reich günstigen Kriegsausgang zu rechnen. Auch in Predigten wurde mitunter diese Unsicherheit angesprochen. Theodor Innitzer, der Erzbischof von Wien, hielt am 8. Oktober 1944 eine Predigt, in der er u. a. Folgendes sagte: „Man weiß nicht, was kommen wird. Möglich, daß auch Wien Kriegsschauplatz wird.“
Diese Predigt wurde durch Mitglieder der jene Kirche beobachtenden NSDAP-Ortsgruppe nachgeschrieben, die in ihrem Bericht darüber kritisierten, dass Innitzers Rede „raffiniert demoralisierend abgefasst“ war.

### Verurteilung der Tötung Kranker
Bischof Galen besprach in einer Predigt am 3. August 1941 die Tötung von „Geisteskranken“, die den ihm zugegangenen Berichten zufolge „auf Anordnung von Berlin“ erfolgte. Aufgrund des stets gleichen Ablaufs war Galen sicher, dass es sich hier um absichtliche Tötung und nicht um zufällige, krankheitsbedingte Todesfälle handelte. Er sagte:

„Allgemein herrscht der an Sicherheit grenzende Verdacht, daß diese zahlreichen unerwarteten Todesfälle von Geisteskranken nicht von selbst eintreten, sondern absichtlich herbeigeführt werden, daß man dabei jener Lehre folgt, die behauptet, man dürfe sog. ‚lebensunwertes Leben‘ vernichten, also unschuldige Menschen töten, wenn man meint, ihr Leben sei für Volk und Staat nichts mehr wert, …“

Da Hitler während des Krieges einen öffentlichen Konflikt mit den großen Kirchen vermeiden wollte, wurden Bischöfe – anders als Pfarrer – für solche kritische Äußerungen nicht bestraft. Diese Predigt Galens ist eine der heute bekanntesten Predigten, die in der Zeit des Nationalsozialismus gehalten wurden.

## Einzelbelege
1. ↑  Über eine „Predigtgeschichte“, also eine historische Auswertung von Predigten, reflektiert Reingrabner: Predigt in „großer“ und in „schwerer“ Zeit. 2000/2001, S. 163–166.
2. ↑  Zur Quellenlage siehe Hans Günter Hockerts: Weimarer Republik, Nationalsozialismus, Zweiter Weltkrieg (1919–1945), Teil 1: Akten und Urkunden (= Quellenkunde zur deutschen Geschichte der Neuzeit von 1500 bis zur Gegenwart; 6). Darmstadt 1996, insb. Teil IV (Kap. 6 über Widerstand, Kap. 8 über Kirchen und Kap. 9 über Stimmungsberichte).
3. ↑  Diestelkamp: Das Tier aus dem Abgrund. 1993.
4. ↑  So etwa Friedrich Wintzer im Abschnitt Die Predigt im Umkreis der Wort-Gottes-Theologie und in der Zeit des Nationalsozialismus. In: TRE 27, 1997, S. 323–325.
5. ↑  Boberach: Berichte des SD. 1971, in der Einleitung, dort S. XL.
6. ↑  Ebeling: Predigten. 1995, im Vorwort sowie im Nachwort S. 163f; über den Zuhörerkreis S. 165.
7. ↑  Helmut Thielicke: Der Glaube der Christenheit. Unsere Welt vor Jesus Christus. 3. Auflage. Göttingen 1955, S. 7.
8. ↑  Außerdem machte Thielicke Aussagen, wonach Juden, Arier und andere prinzipiell auf einer ähnlichen Stufe stehen. Thielicke: Glaube der Christenheit. 1955, S. 131, 103 (zur Euthanasie), S. 122 u.ö. (über Juden).
9. ↑  So Graf-Stuhlhofer: Von der „Grenze des Möglichen“. 1999, S. 18, mit Verweis auf mehrere Ausgaben von Thielickes Predigten.
10. ↑  Roman Bleistein: Rupert Mayer. Der verstummte Prophet. Frankfurt am Main 1993.
11. ↑  Ulrich von Hehl: Priester unter Hitlers Terror. Eine biographische und statistische Erhebung (= Veröffentlichungen der Kommission für Zeitgeschichte, Reihe A: Quellen, Band 37), 3. Auflage. Paderborn 1996, S. 131.
12. ↑  Graf-Stuhlhofer: Öffentliche Kritik. 2001, S. 201 und 6.
13. ↑  Kurt Meier: Kreuz und Hakenkreuz. Die evangelische Kirche im Dritten Reich. München 1992, S. 175–196: Die Kirche im Zweiten Weltkrieg.
14. ↑  Konsistorial-Archiv Salzburg, Akten 19/4. – Zitiert nach Peter Schernthaner: Andreas Rohracher, Erzbischof von Salzburg im Dritten Reich. Salzburg 1994, S. 56, Anm. 192.
15. ↑  Am 19. Mai 1940 über Psalm 2 (‚Die Könige der Erde lehnen sich auf …‘). Nach Franz Graf-Stuhlhofer: Nationalsozialismus als Konkurrenz zum christlichen Glauben. Der Wiener Baptistenprediger Arnold Köster über Anschluß und Kriegsanfänge. Eine Dokumentation zu den Jahren 1938 bis 1940. In: Jahrbuch für die Geschichte des Protestantismus in Österreich. Band 112, 1996, S. 137–183.
16. ↑  Am 25. Februar 1943. Nach Graf-Stuhlhofer: Predigten während Stalingrad, 2000, S. 1096.
17. ↑  Franz Graf-Stuhlhofer (Hrsg.): Evangelische Allianz in Wien von der Ersten Republik bis zur NS-Zeit (1920–45). Edition der Sitzungsprotokolle und Programme (= Studien zur Geschichte christlicher Bewegungen reformatorischer Tradition in Österreich; 2). VKW, Bonn 2010.
18. ↑  Hinkelmann: Geschichte der Evangelischen Allianz. 2012, S. 67.
19. ↑  Graf-Stuhlhofer: Von der „Grenze des Möglichen“ im Dritten Reich. 1999, S. 13–35, dort 32–34.
20. ↑  Predigt am 16. Oktober 1943, Konsistorial-Archiv Salzburg, Akten 19/4. – Zitiert nach Peter Schernthaner: Andreas Rohracher. Erzbischof von Salzburg im Dritten Reich (= Schriftenreihe des Erzbischof-Rohracher-Studienfonds; 3), S. 56, Anm. 192.
21. ↑  Graf-Stuhlhofer: Von der „Grenze des Möglichen“ im Dritten Reich. 1999, S. 25–29.
22. ↑  Karl Fiedler (1887–1964) war Pfarrer in Lutzmannsburg und ab 1944 in Rust.
23. ↑  Predigt am 24. Dez. 1944. Zitiert nach Gustav Reingrabner: Predigt in „großer“ und in „schwerer“ Zeit. Ein Exempel. In: Jahrbuch für die Geschichte des Protestantismus in Österreich. 116, 2000/01, S. 163–190, dort S. 176.
24. ↑  Reingrabner: Predigt. 2000/01, S. 186f.
25. ↑  Zitiert nach Diestelkamp: Tier aus dem Abgrund. 1993, S. 245.
26. ↑  Graf-Stuhlhofer: Predigten während Stalingrad. 2000, S. 1091.
27. ↑  Diestelkamp: Tier aus dem Abgrund. 1993, S. 246f; im Archiv der evangelischen Landeskirche von Westfalen.
28. ↑  So in einer Predigt in Dinkelsbühl. Zitiert nach Diestelkamp: Tier aus dem Abgrund. 1993, S. 262f.
29. ↑  Graf-Stuhlhofer: Predigten während Stalingrad. 2000, S. 1095.
30. ↑  Im Februar 1944 sowie im Januar 1945. – Abgedruckt in Friedrich Heiler: Mysterium Caritatis. München o. J. [etwa 1949] (eine Sammlung seiner Predigten), S. 114 und 67.
31. ↑  Zitiert nach Dokumentationsarchiv des österreichischen Widerstandes (Hrsg.): Widerstand und Verfolgung in Salzburg 1934–1945, Band 2. Wien 1991, S. 145 (Dok. 6).
32. ↑  Datiert am 25. Februar 1943, zu verlesen am Heldengedenktag, 14. März. – Siehe Löffler: Galen, 1988, Nr. 377 (S. 970).
33. ↑  Predigt in der Pfarre Wien-Reindorf, zitiert nach Graf-Stuhlhofer: Der Gau-Akt über Kardinal Theodor Innitzer. Einblicke in Konflikte und Stimmungslage während des 2. Weltkriegs. In: Österreich in Geschichte und Literatur. Band 55, 2011, S. 148–156, dort ab S. 153.
34. ↑  Siehe Löffler: Galen. 1988, Nr. 341, S. 874–883.
35. ↑  Auszüge aus dieser Predigt und der vom 13. Juli 1941 fanden (als einzige Predigten) Aufnahme in die Quellensammlung Deutsche Geschichte in Quellen und Darstellungen, Band 9: Weimarer Republik und Drittes Reich 1918–1945, hrsg. von Heinz Hürten. Reclam, Stuttgart 1995, Nr. 113 (S. 361–368).